# Nekrolog 1647
Nekrolog
◄◄
| ◄
| 1643
| 1644
| 1645
| 1646
| 1647 | 1648 | 1649 | 1650 | 1651 | ► | ►►
Weitere Ereignisse | Allgemeiner Nekrolog 1647
Die Beschreibung der verstorbenen Person sollte so kurz wie möglich gehalten sein und nur deren signifikante Tätigkeit(en) enthalten.
Neue Namen ggf. auch unter dem Geburts- und Sterbedatum, also etwa unter 1. Januar und im Geburts- und Sterbejahr (2024) eintragen (nur bei entsprechender großer Wichtigkeit). Für Beispiele siehe die schon vorhandenen Artikel.
Außerdem über die fünf zuletzt Verstorbenen, zu denen es einen ausreichend guten Artikel für eine Präsentation auf der Hauptseite gibt, nach der todesbedingten Überarbeitung der Artikel ggf. auch unter Wikipedia Diskussion:Hauptseite informieren und sie am besten auch in den anderen Wikipedia-Sprachversionen eintragen. Tipp: Regelmäßig bei news.google.de nach „ist tot“, „gestorben“ oder „verstorben“ suchen.
Wenn eine Person gestorben ist, gibt es viele Seiten zu dieser Person in der Wikipedia, die davon auch betroffen sind und entsprechend aktualisiert werden müssen. Beispiele: Namenübersichtsseite, Geburtsjahr, Geburtsort-Seiten und viele mehr.
Wie finde ich die betroffenen Seiten?
Im Suchfeld auf der linken Seite gibt man den Suchbegriff so ein: „Vorname Nachname“. Dann klickt man auf Volltext und alle Seiten mit entsprechendem Suchtext werden aufgerufen. Hier sieht man dann schnell, wo auch das Todesjahr Sinn macht oder sogar ein Teil des Artikels angepasst werden muss. Auch hilft das „Werkzeug“ auf der linken Seite sehr gut, um solche Seiten aufzufinden: „Links auf diese Seite“. Somit ist die Wikipedia wieder aktuell in allen Bereichen! Hinweis: bei Eintragung der Kategorie „Gestorben JAHR“ wird der Missbrauchsfilter 49 ausgelöst, was jedoch nicht schlimm ist. Siehe: Spezial:Missbrauchsfilter/49
Dies ist eine Liste von im Jahr 1647 verstorbenen bekannten Persönlichkeiten. Die Einträge erfolgen innerhalb der einzelnen Daten alphabetisch sortiert. Tiere sind im Nekrolog für Tiere zu finden.

## Januar
| Tag        | Name                           | Beruf, bekannt als                                                                            | Alter | Beleg |
| ---------- | ------------------------------ | --------------------------------------------------------------------------------------------- | ----- | ----- |
| 4. Januar  | Thomas Rhomberg                | österreichischer Hauptmann und Landammann in Vorarlberg                                       |       |       |
| 11. Januar | Petro Mohyla                   | orthodoxer Metropolit von Russland                                                            | 50    |       |
| 12. Januar | Arnold Mengering               | deutscher lutherischer Theologe                                                               | 50    |       |
| 14. Januar | Fortunat Sprecher              | Schweizer Gesandter und Chronist                                                              | 62    |       |
| 15. Januar | Gernand Philipp von Schwalbach | kurmainzischer, fürstäbtlich fuldischer, fürstbischöflich würzburgischer und kaiserlicher Rat |       |       |
| 23. Januar | Dorothea von Ahlefeldt         | Gutsherrin von Kolmar, Drage, Heiligenstedten und Besitzerin des Schloss Heiligenstedten.     | 60    |       |
| 27. Januar | Thomas Morosini                | venezianischer Admiral                                                                        |       |       |
| 30. Januar | Anton (II.) von Wietersheim    | deutscher Jurist, Kanzler                                                                     | 59    |       |

## Februar
| Tag         | Name               | Beruf, bekannt als                            | Alter | Beleg |
| ----------- | ------------------ | --------------------------------------------- | ----- | ----- |
| 1. Februar  | Daniel Heider      | deutscher Jurist und Rechtshistoriker         | 74    |       |
| 17. Februar | Johann Heermann    | deutscher Kirchenliederdichter der Barockzeit | 61    |       |
| 27. Februar | Hartwig Wichelmann | deutscher Philosoph                           | 34    |       |

## März
| Tag      | Name                                 | Beruf, bekannt als                                                    | Alter | Beleg |
| -------- | ------------------------------------ | --------------------------------------------------------------------- | ----- | ----- |
| 2. März  | Johanna Elisabeth von Nassau-Hadamar | Gräfin von Nassau-Hadamar, durch Heirat Fürstin von Anhalt-Harzgerode | 28    |       |
| 12. März | Kobori Masakazu                      | Baumeister des Shogunats zu Beginn der Edo-Zeit                       |       |       |
| 12. März | Georg Christoph von Taupadel         | Kommandant und General im Dreißigjährigen Krieg                       |       |       |
| 14. März | Friedrich Heinrich                   | Statthalter der Vereinigten Niederlande                               | 63    |       |
| 29. März | Charles Butler                       | englischer Bienenzüchter                                              |       |       |

## April
| Tag       | Name                        | Beruf, bekannt als                               | Alter | Beleg |
| --------- | --------------------------- | ------------------------------------------------ | ----- | ----- |
| 14. April | David Auerbach              | deutscher lutherischer Theologe                  | 47    |       |
| 23. April | Adrian Virginius der Ältere | deutschbaltischer lutherischer Theologe          |       |       |
| 25. April | Matthias Gallas             | Kaiserlicher General im Dreißigjährigen Krieg    | 58    |       |
| 25. April | Andreas Scultetus           | deutscher spätmystischer Dichter                 |       |       |
| 30. April | Georgius Candidius          | Missionar der Niederländisch-reformierten Kirche |       |       |

## Mai
| Tag     | Name                      | Beruf, bekannt als                                                            | Alter  | Beleg |
| ------- | ------------------------- | ----------------------------------------------------------------------------- | ------ | ----- |
| 6. Mai  | Simon de Passe            | niederländischer Kupferstecher und Medailleur                                 |        |       |
| 10. Mai | Mathieu Rosmarin          | belgischer Komponist, Kapellmeister und Priester am spanischen Hof            |        |       |
| 19. Mai | Hans Affel                | deutscher Bürgermeister von Braunschweig                                      | 55     |       |
| 19. Mai | Sebastian Vrancx          | flämischer Maler                                                              |        |       |
| 21. Mai | Pieter Corneliszoon Hooft | niederländischer Dichter, Historiker und Dramatiker                           | 66     |       |
| 24. Mai | Ferdinando Gorges         | englischer Kolonist                                                           | ca. 79 |       |
| 27. Mai | Georg Conrad Maickler     | deutscher evangelischer Pfarrer und neulateinischer Dichter                   | 72     |       |
| 31. Mai | Karl Friedrich I.         | Herzog von Oels (1617–1647); Herzog von Bernstadt (1639–1647); Graf von Glatz | 53     |       |
| Mai     | Johann Ludwig Betulius    | deutscher lutherischer Theologe, Pfarrer und Prediger                         |        |       |

## Juni
| Tag      | Name                          | Beruf, bekannt als                                                                                        | Alter | Beleg |
| -------- | ----------------------------- | --- | ----- | ----- |
| 2. Juni  | Christian von Dänemark        | Kronprinz von Dänemark                                                                                    | 44    |       |
| 2. Juni  | Dionysius von Podewils        | herzoglich gottorpscher später königlich dänischer Rat und Gesandter sowie Hofmarschall von Christian IV. |       |       |
| 4. Juni  | Canonicus                     | Sachem der Narraganset                                                                                    |       |       |
| 11. Juni | Pietro D’Asaro                | italienischer Maler                                                                                       |       |       |
| 11. Juni | Christoph Matthäus            | deutscher Rhetoriker, Historiker und Mediziner in den Niederlanden                                        | 38    |       |
| 15. Juni | Hector Wilhelm von Günderrode | deutscher Politiker                                                                                       | 57    |       |

## Juli
| Tag      | Name                                   | Beruf, bekannt als                                                    | Alter | Beleg |
| -------- | -------------------------------------- | --------------------------------------------------------------------- | ----- | ----- |
| 5. Juli  | Ewaldus Schrevelius                    | niederländischer Mediziner und Botaniker                              |       |       |
| 7. Juli  | Thomas Hooker                          | neuenglischer Führer der Puritanergeneration                          |       |       |
| 12. Juli | Francesco Maria Farnese                | italienischer Kardinal                                                | 27    |       |
| 16. Juli | Masaniello                             | italienischer Rebell beim Aufstand in Neapel 1647                     | 27    |       |
| 18. Juli | Kaspar Kornelius Mortaigne de Potelles | schwedischer General                                                  |       |       |
| 23. Juli | Philipp Hainhofer                      | deutscher Kaufmann, Kunstagent, Nachrichtenkorrespondent und Diplomat | 69    |       |
| 29. Juli | Maria Belgia                           | portugiesische Prinzessin                                             |       |       |
| Juli     | Claude Mydorge                         | französischer Mathematiker                                            |       |       |

## August
| Tag        | Name                    | Beruf, bekannt als                             | Alter | Beleg |
| ---------- | ----------------------- | ---------------------------------------------- | ----- | ----- |
| 2. August  | Christian Liebenthal    | deutscher Jurist und Philosoph                 | 60    |       |
| 9. August  | Sigismund Kasimir Wasa  | Prinz des polnisch-litauischen Hauses Wasa     | 7     |       |
| 24. August | Nicholas Stone          | englischer Bildhauer und Architekt             |       |       |
| 25. August | Helmold Wilhelm Wrangel | finnischer General                             |       |       |
| 28. August | Johann Dilliger         | deutscher evangelischer Theologe und Komponist | 53    |       |
| August     | Pietro Novelli          | sizilianischer Maler und Freskomaler           | 44    |       |

## September
| Tag           | Name                          | Beruf, bekannt als                                                                      | Alter | Beleg |
| ------------- | ----------------------------- | --------------------------------------------------------------------------------------- | ----- | ----- |
| 14. September | Katharina Elisabeth von Hanau | Gräfin von Hanau-Münzenberg-Schwarzenfels und durch Heirat Gräfin von Isenburg-Birstein | 40    |       |
| 18. September | Pietro Carrera                | italienischer Geistlicher, Historiker, Dichter und Schachspieler                        | 74    |       |
| 20. September | Giovanni del Turco            | italienischer Komponist                                                                 | 70    |       |
| September     | Karl Gustav von Hille         | Mitglied der Fruchtbringenden Gesellschaft                                              |       |       |
| September     | Willem Kieft                  | niederländischer Kaufmann, Generaldirektor von Nieuw Nederland                          |       |       |

## Oktober
| Tag         | Name                               | Beruf, bekannt als                                      | Alter | Beleg |
| ----------- | ---------------------------------- | ------------------------------------------------------- | ----- | ----- |
| 4. Oktober  | Arndt Bottermann                   | Bauer, Hexer                                            |       |       |
| 8. Oktober  | Christian Severin                  | dänischer Astronom                                      | 85    |       |
| 9. Oktober  | Anselm Casimir Wambolt von Umstadt | Erzbischof von Mainz                                    |       |       |
| 12. Oktober | Joseph Bergaigne                   | Bischof von ’s-Hertogenbosch und Erzbischof von Cambrai | 59    |       |
| 19. Oktober | Theodor Block                      | deutscher Jurist                                        | 69    |       |
| 25. Oktober | Evangelista Torricelli             | italienischer Physiker und Mathematiker                 | 39    |       |
| 28. Oktober | Luis Jerónimo de Cabrera           | Vizekönig von Peru                                      | 61    |       |
| 30. Oktober | Johann Zastrow                     | Landrentmeister und Kammerrat im Herzogtum Pommern      | 74    |       |

## November
| Tag          | Name                 | Beruf, bekannt als                                                | Alter | Beleg |
| ------------ | -------------------- | ----------------------------------------------------------------- | ----- | ----- |
| 5. November  | Vincenzo Renieri     | italienischer Mathematiker und Astronom                           | 41    |       |
| 7. November  | Johann Georg Rollwag | Bürgermeister in Heilbronn                                        | 68    |       |
| 8. November  | Carl Bardili         | deutscher Arzt und Hochschullehrer                                | 47    |       |
| 12. November | Karl von Brietzke    | Mitglied der Fruchtbringenden Gesellschaft                        | 44    |       |
| 13. November | Gian Vittorio Rossi  | italienischer Dichter, Historiker und Philologe                   |       |       |
| 25. November | Georg Albrecht I.    | regierender Graf zu Erbach und Administrator der Grafschaft Hanau | 49    |       |
| 29. November | Giovanni Lanfranco   | italienischer Maler des Barock                                    | 65    |       |

## Dezember
| Tag          | Name                   | Beruf, bekannt als                                                | Alter | Beleg |
| ------------ | ---------------------- | ----------------------------------------------------------------- | ----- | ----- |
| 1. Dezember  | Giovanni Battista Doni | italienischer Musiktheoretiker                                    | 52    |       |
| 3. Dezember  | Bonaventura Cavalieri  | italienischer Mathematiker und Astronom                           |       |       |
| 4. Dezember  | Friedrich Stoll        | österreichischer Maler des Barock                                 |       |       |
| 9. Dezember  | Reiner Brocmann        | deutsch-baltischer Pfarrer und Gelegenheitsdichter                | 38    |       |
| 15. Dezember | Hartmann von der Tann  | Großprior des deutschen Johanniterordens                          | 81    |       |
| 18. Dezember | Paul Jenisch           | deutscher evangelischer Theologe und württembergischer Hofmusiker | 89    |       |
| 19. Dezember | Johann Bernhard Scholl | Heilbronner Bürgermeister                                         |       |       |
| 24. Dezember | Albert Burgh           | niederländischer Arzt und Bürgermeister von Amsterdam             |       |       |
| 31. Dezember | Giovanni Maria Trabaci | neapolitanischer Komponist                                        |       |       |

## Datum unbekannt
| Tag | Name                         | Beruf, bekannt als                       | Alter | Beleg |
| --- | ---------------------------- | ---------------------------------------- | ----- | ----- |
|     | Sisto Badalocchio            | italienischer Maler                      |       |       |
|     | Hein Baxmann                 | deutscher Holzbildhauer                  |       |       |
|     | Sybrandt Cardinael           | niederländischer Mathematiker            |       |       |
|     | Hans Ulrich Fisch            | Schweizer Glasmaler                      |       |       |
|     | Nikolaus Frankopan           | kroatischer Graf und Ban von Kroatien    |       |       |
|     | Jacob van Hulsdonck          | flämischer Stilllebenmaler               |       |       |
|     | Hans Ernst von Jagemann      | deutscher Hofbeamter und Offizier        |       |       |
|     | Pere Jorba                   | katalanischer Organist                   |       |       |
|     | Christoph Kotter             | schlesischer Visionär                    |       |       |
|     | Alasdair MacColla            | Soldat im Englischen Bürgerkrieg         |       |       |
|     | Claude de Malleville         | französischer Schriftsteller             |       |       |
|     | Daniel Mytens                | englischer Maler                         |       |       |
|     | János Telegdy                | ungarischer Theologe                     |       |       |
|     | Elizabeth Throckmorton       | Hofdame und Ehefrau Walter Raleighs      |       |       |
|     | Maarten Gerritszoon de Vries | niederländischer Seefahrer und Entdecker |       |       |